# سیمپسون‌ها: خشم جاده
سیمپسون‌ها: خشم جاده (انگلیسی: The Simpsons: Road Rage) یک بازی ویدئویی در سبک بازی ویدئویی کورسی است که توسط الکترونیک آرتس و در سال ۲۰۰۱ و در پلت‌فرم‌های گیم بوی ادونس، ایکس‌باکس، پلی‌استیشن ۲، و گیم‌کیوب منتشر شده‌است.